# Костакіс Артіматас
Костакіс Артіматас (грец. Κωστάκης Αρτυματάς; нар. 15 квітня 1993, Паралімні) — кіпрський футболіст, півзахисник клубу «Анортосіс» і національної збірної Кіпру.

## Клубна кар'єра
Народився 15 квітня 1993 року в місті Паралімні. Вихованець юнацьких команд футбольних клубів «Еносіс» та англійського «Ноттінгем Форест».
У дорослому футболі дебютував 2012 року на батьківщині виступами за команду «Еносіс», в якій провів один сезон, взявши участь у 13 матчах чемпіонату.
Своєю грою молодий гравець привернув увагу представників тренерського штабу клубу АПОЕЛ, до складу якого приєднався 2013 року. Відіграв за нікосійську команду наступні чотири сезони своєї ігрової кар'єри, протягом яких вона незмінно вигравала футбольну першість країни. Утім стабільним гравцем основного складу не став. Протягом сезону 2017/18 віддавався в оренду до грецької «Керкіри», після повернення з якої основним гравцем АПОЕЛа знову не став.
2019 року перейшов до «Анортосіса». Допоміг новій команді здобути Кубок Кіпру 2020/21, зокрема ставши автором одного з голів у фінальному матчі кубкового турніру.

## Виступи за збірні
2010 року дебютував у складі юнацької збірної Кіпру (U-19), загалом на юнацькому рівні взяв участь у 8 іграх.
Протягом 2012—2013 років залучався до складу молодіжної збірної Кіпру. На молодіжному рівні зіграв у 7 офіційних матчах.
2012 року дебютував в офіційних матчах у складі національної збірної Кіпру.
| Дата       | Місто           | Господарі            | Результат | Гості                | Турнір                               | Голи | Примітки |
| ---------- | --------------- | -------------------- | --------- | -------------------- | ------------------------------------ | ---- | -------- |
| 12-10-2012 | Марибор         | Словенія             | 2 – 1     | Кіпр                 | Відбір до ЧС 2014                    | -    | 46'      |
| 14-11-2012 | Нікосія         | Кіпр                 | 0 – 3     | Фінляндія            | товариський матч                     | -    | 71'      |
| 6-9-2013   | Осло            | Норвегія             | 2 – 0     | Кіпр                 | Відбір до ЧС 2014                    | -    | 73'      |
| 5-3-2014   | Нікосія         | Кіпр                 | 0 – 0     | Північна Ірландія    | товариський матч                     | -    | 58'      |
| 4-9-2014   | Пула            | Хорватія             | 2 – 0     | Кіпр                 | товариський матч                     | -    |          |
| 6-9-2015   | Нікосія         | Кіпр                 | 0 – 1     | Бельгія              | Відбір до ЧЄ 2016                    | -    | 84'      |
| 24-3-2016  | Одеса           | Україна              | 1 – 0     | Кіпр                 | товариський матч                     | -    | 89'      |
| 25-5-2016  | Ужице           | Сербія               | 2 – 1     | Кіпр                 | товариський матч                     | -    | 90+1'    |
| 6-9-2016   | Нікосія         | Кіпр                 | 0 – 3     | Бельгія              | Відбір до ЧС 2018                    | -    | 70'      |
| 7-10-2016  | Пірей           | Греція               | 2 – 0     | Кіпр                 | Відбір до ЧС 2018                    | -    | 78'      |
| 10-10-2016 | Зениця          | Боснія і Герцеговина | 2 – 0     | Кіпр                 | Відбір до ЧС 2018                    | -    | 85'      |
| 13-11-2016 | Нікосія         | Кіпр                 | 3 – 1     | Гібралтар            | Відбір до ЧС 2018                    | -    |          |
| 22-3-2017  | Ларнака         | Кіпр                 | 3 – 1     | Казахстан            | товариський матч                     | -    |          |
| 25-3-2017  | Нікосія         | Кіпр                 | 0 – 0     | Естонія              | Відбір до ЧС 2018                    | -    |          |
| 3-6-2017   | Ешторіл         | Португалія           | 4 – 0     | Кіпр                 | товариський матч                     | -    |          |
| 9-6-2017   | Фару            | Гібралтар            | 1 – 2     | Кіпр                 | товариський матч                     | -    | 82'      |
| 31-8-2017  | Нікосія         | Кіпр                 | 3 – 2     | Боснія і Герцеговина | Відбір до ЧС 2018                    | -    | 54'      |
| 3-9-2017   | Таллінн         | Естонія              | 1 – 0     | Кіпр                 | Відбір до ЧС 2018                    | -    |          |
| 7-10-2017  | Строволос       | Кіпр                 | 1 – 2     | Греція               | Відбір до ЧС 2018                    | -    |          |
| 10-10-2017 | Брюссель        | Бельгія              | 4 – 0     | Кіпр                 | Відбір до ЧС 2018                    | -    | 90+1'    |
| 10-11-2017 | Горі            | Грузія               | 1 – 0     | Кіпр                 | товариський матч                     | -    | 82'      |
| 13-11-2017 | Єреван          | Вірменія             | 3 – 2     | Кіпр                 | товариський матч                     | -    | 69'      |
| 23-3-2018  | Строволос       | Кіпр                 | 0 – 0     | Чорногорія           | товариський матч                     | -    |          |
| 20-5-2018  | Амман           | Йорданія             | 3 – 0     | Кіпр                 | товариський матч                     | -    |          |
| 6-9-2018   | Осло            | Норвегія             | 2 – 0     | Кіпр                 | Ліга націй УЄФА 2018-2019 - 1-й етап | -    |          |
| 9-9-2018   | Нікосія         | Кіпр                 | 2 – 1     | Словенія             | Ліга націй УЄФА 2018-2019 - 1-й етап | -    | 72'      |
| 13-10-2018 | Софія (місто)   | Болгарія             | 2 – 1     | Кіпр                 | Ліга націй УЄФА 2018-2019 - 1-й етап | -    |          |
| 16-10-2018 | Любляна         | Словенія             | 1 – 1     | Кіпр                 | Ліга націй УЄФА 2018-2019 - 1-й етап | -    |          |
| 16-11-2018 | Нікосія         | Кіпр                 | 1 – 1     | Болгарія             | Ліга націй УЄФА 2018-2019 - 1-й етап | -    |          |
| 19-11-2018 | Нікосія         | Кіпр                 | 0 – 2     | Норвегія             | Ліга націй УЄФА 2018-2019 - 1-й етап | -    |          |
| 21-3-2019  | Нікосія         | Кіпр                 | 5 – 0     | Сан-Марино           | Відбір до ЧЄ 2020                    | -    |          |
| 24-3-2019  | Нікосія         | Кіпр                 | 0 – 2     | Бельгія              | Відбір до ЧЄ 2020                    | -    |          |
| 8-6-2019   | Глазго          | Шотландія            | 2 – 1     | Кіпр                 | Відбір до ЧЄ 2020                    | -    | 74'      |
| 11-6-2019  | Нижній Новгород | Росія                | 1 – 0     | Кіпр                 | Відбір до ЧЄ 2020                    | -    |          |
| 9-9-2019   | Серравалле      | Сан-Марино           | 0 – 4     | Кіпр                 | Відбір до ЧЄ 2020                    | 1    |          |
| 10-10-2019 | Нур-Султан      | Казахстан            | 1 – 2     | Кіпр                 | Відбір до ЧЄ 2020                    | -    |          |
| 13-10-2019 | Нікосія         | Кіпр                 | 0 – 5     | Росія                | Відбір до ЧЄ 2020                    | -    |          |
| 19-11-2019 | Брюссель        | Бельгія              | 6 – 1     | Кіпр                 | Відбір до ЧЄ 2020                    | -    |          |
| 7-10-2020  | Ларнака         | Кіпр                 | 1 – 2     | Чехія                | товариський матч                     | -    | 46'      |
| 10-10-2020 | Люксембург      | Люксембург           | 2 – 0     | Кіпр                 | Ліга націй УЄФА 2020-2021 - 1-й етап | -    | 75'      |
| 13-10-2020 | Ельбасан        | Азербайджан          | 0 – 0     | Кіпр                 | Ліга націй УЄФА 2020-2021 - 1-й етап | -    | 90+4'    |
| 11-11-2020 | Афіни           | Греція               | 2 – 1     | Кіпр                 | товариський матч                     | -    | кап.     |
| 14-11-2020 | Строволос       | Кіпр                 | 2 – 1     | Люксембург           | Ліга націй УЄФА 2020-2021 - 1-й етап | -    | кап.     |
| 17-11-2020 | Подгориця       | Чорногорія           | 4 – 0     | Кіпр                 | Ліга націй УЄФА 2020-2021 - 1-й етап | -    | кап. 46' |
| 24-3-2021  | Нікосія         | Кіпр                 | 0 – 0     | Словаччина           | Відбір до ЧС 2022                    | -    | кап.     |
| 27-3-2021  | Рієка           | Хорватія             | 1 – 0     | Кіпр                 | Відбір до ЧС 2022                    | -    | кап. 67' |
| 30-3-2021  | Строволос       | Кіпр                 | 1 – 0     | Словенія             | Відбір до ЧС 2022                    | -    | 90+2'    |
| 4-6-2021   | Будапешт        | Угорщина             | 1 – 0     | Кіпр                 | товариський матч                     | -    | 71'      |
| 7-6-2021   | Харків          | Україна              | 4 – 0     | Кіпр                 | товариський матч                     | -    | кап. 78' |
| Усього     |                 | Матчів               | 49        |                      | Голів                                | 1    |          |

## Титули і досягнення
- Чемпіон Кіпру (4):

АПОЕЛ: 2013–2014, 2014–2015, 2015–2016, 2016–2017
- Володар Кубка Кіпру (3):

АПОЕЛ: 2013–2014, 2014–2015
«Анортосіс»: 2020–2021